# フランベ

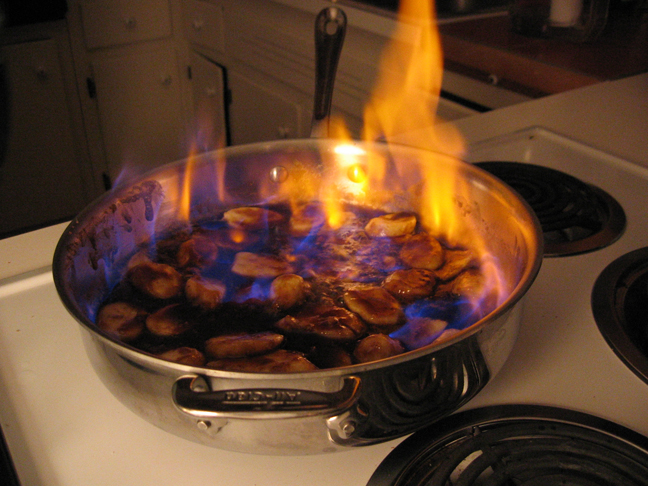
バナナのフランベ

フランベ（フランス語: flambé）とは、調理の最後にブランデー、ラム酒、ウイスキーといったアルコール度数の高い酒を振りかけて、一気にアルコール分を飛ばす調理法。
赤ワインや日本酒でもアルコール度数が高いものならフランベに使用することもある。
肉料理や魚料理で行われるほか、クレープなどのデザートの仕上げにフランベを行い、風味や香り付けを行う。

## 効果
料理の香り付けのために行われる。また、フランベすることでより美味に仕上がるとも言われる。
食材の旨みを閉じ込める効果もあるとされる。フランベによる燃焼は不完全燃焼であるため、素材を焦がすこともない。
アルコール分は無くなるので、酒が飲めない人や苦手な人も食すことができる。
2008年にデイリーポータルZのライターが行った検証では以下の様な結果となっている
- ソーセージはそれ自身の味が濃く、フランベの有無で味の違いが分からない。
- 牛サーロインステーキ、イワシの缶詰（レモンスープ煮）、バナナのバターソテーは有意にフランベしたほうが味が良い。イワシには香りや味がないウォッカを使用している。
- 鯖寿司にジンを使用したものは焼き鯖寿司状の外観になるが、酢飯とジンの相性が悪いのか味は劣悪だった。

## 作業上の注意
火柱がかなり高く上がるため、火災とならないように調理場の上部空間にはクッキングペーパーや布巾といった燃えやすい可燃物を配置しないことは重要である。
また、上部の天井などに火災報知機があった場合には、感知することがある。

## 作業手順例
以下にフランベの作業手順例を示す。
1. 度数の高いアルコールをカップに入れて用意する。量は30ミリリットル程度が適当ではあるが、慣れないうちは量を減らしても良い。
2. フランベを行っても問題ない環境であるか周囲の確認を行う。可燃物の有無や、家庭の場合は子供やペットの有無を確認する。
3. 通常に調理を行う。
4. 酒をフライパンの中央に入れる。端から入れると引火しやすくなって危険である。
5. 食材全体にアルコールを行きわたらせる。
6. フライパンを傾けて着火する。火柱があがってアルコール分が無くなれば自然と火は消える。

着火しない原因としては以下の様なものが考えられる。
- 火力が弱い。
弱火で調理していた場合は、素材の中から水分が出てフライパンの中の水分量が増えるため。
- アルコールの量が多い。
特に家庭用コンロだと、アルコールの量が多かった場合は温度が下がってしまい、着火しなくなる。

## 事件・事故
レストランで従業員がフランベを行い、客に火傷させたり、店内で火災を発生させたりし死亡事故も起きている。
- 2022年11月18日、沖縄県豊見城市の鉄板焼きステーキ店で、シェフが調理パフォーマンスとして「フランベ」を行った際、目の前にいた客の親子(父親47歳、男児5歳)に炎がとびやけどをおった。命に別状はなかったが、男児の顔面などに大きなやけどを負った。店の調理マニュアルでは「フランベ」をする際、引火を防ぐためにスプーン約1杯分の酒を小さい容器に移してかけるように定めていたが、マニュアルが守られず酒の入ったボトルから直接食材に酒を噴射したため炎が燃え移ったとされる。ボトルから注ぐと、ボトルに燃え上がり、ボトルが爆発する危険性もある[4][5]。

- 2023年4月22日夜、スペインの首都マドリードのイタリアン・レストラン「ブロ・カナグリア・バー&レスト」で、フランベから火災が発生し、2名が死亡した。より詳細には、ピザに対してフランベをしたところ、店内の装飾品に引火し、引火場所が1つしかない非常口の近くで、店内にいた約30名が奥に追いやられる形となった。火災現場は消防署からわずか100mの距離でありおよそ10分で消火されたが、激しい火災と大量の煙により、負傷者12名で、うち6名が病院に搬送され、病院に搬送されたうちの2名が死亡した。なお、死亡した1名が、従業員[6][7]。